# 281067 Barmby
281067 Barmby este o planetă minoră (asteroid), cu un diametru de 6,421 km, din centura de asteroizi. A fost descoperită pe 25 mai 2006 la Mauna Kea Observatories⁠(d) de Paul A. Wiegert⁠(d) și a fost numită după Pauline Barmby⁠(d). 
Obiectul prezintă o orbită caracterizată de o semiaxă mare de 3,1526000376854 UAi, o excentricitate de 0,144824674591, o înclinație de 26,772223330283 ° în raport cu ecliptica.